# Mario Occhiuto
Mario Occhiuto (Cosenza, 6 de enero de 1964) es un arquitecto y político italiano. Es alcalde de Cosenza desde 2011 y presidente de la administraciòn provincial de Cosenza de 2014 a 2016.